# Antoine Truchon
Antoine Truchon (ur. 30 grudnia 1990 w Sainte-Adèle) – kanadyjski snowboardzista, specjalizujący się w konkurencjach Big Air i Slopestyle. Nie startował w igrzyskach olimpijskich i mistrzostwach świata. Najlepsze wyniki w Pucharze Świata zanotował w sezonie 2011/2012, kiedy to zajął 8. miejsce w klasyfikacji generalnej (AFU), a w klasyfikacji big air był czwarty.

## Osiągnięcia

### Puchar Świata

#### Miejsca w klasyfikacji generalnej
- sezon 2011/2012: 8.
- sezon 2012/2013: 96.
- sezon 2013/2014: 27.
- sezon 2014/2015: 62.
- sezon 2015/2016: 34.
- sezon 2016/2017: 30.
- sezon 2017/2018: 19.

#### Miejsca na podium w zawodach
1. Stoneham − 24 lutego 2012 (Big Air) – 1. miejsce
2. Stoneham − 17 stycznia 2014 (Big Air) – 3. miejsce
3. Moskwa − 7 stycznia 2017 (Big Air) – 2. miejsce
4. Québec – 24 marca 2018 (Big Air) - 3. miejsce